# Jean-Louis Blanchon
Jean-Louis Blanchon (Tarba, Occitània, 31 de gener de 1941) és un mestre i historiador de la Cerdanya. Ha estudiat especialment Palau de Cerdanya, on ensenyà molts anys i hi resideix des de fa més de quaranta anys.

## Biografia
Estudià a l'Escola Normal de Formació de Mestres de Montpeller. Des del 1962 es dedicà a l'ensenyament, primer a l'escola primària de Palau de Cerdanya i posteriorment a la de la Guingueta d'Ix. Empenyé els alumnes de les seves classes a tota mena d'activitats d'estudi de la seva regió, que els permeteren guanyar diversos premis de l'ajuntament de Perpinyà, el CEDACC i la regió Llenguadoc-Rosselló. Periòdicament també fa de guia en visites comentades al patrimoni històric i artístic de la comarca.
Ha publicat diversos llibres sobre història de la Cerdanya, tema al qual dedicà la seva tesina de llicenciatura i la seva tesi doctoral. També ha escrit des del 1964 nombrosos articles, que han aparegut en revistes com Conflent, Ceretània, Etudes Roussillonnaises, Rufaca o Revista de Girona.
Ha estat professor de la Universitat Catalana d'Estiu (1990) i vocal de la junta de l'Institut d'Estudis Ceretans. El 1994 va ser nomenat Cerdà de l'Any.

## Obres
- Palau de Cerdanya, Regards sur l'histoire Palau de Cerdagne: Coopérative scolaire de Palau de Cerdagne, 1971
- Caldégas-Onzès. Histoire, art Bourg-Madame: Coopérative scolaire de Bourg-Madame, 1973
- Vie de l'ancienne vallée d'Osséja Toulouse: Imprimerie R. Petit, 1973
- Pierre Bénazet, Jean-Louis Blanchon Eléments d'histoire de Cerdagne. Itinéraires au départ de Saillagouse. Notes historiques et archéologiques Saillagouse: Syndicat d'Initiative de Saillagouse, 1976 (publicat prèviament a Conflent XLIV (1968))
- En Cerdagne... les écoles de la Belle époque Perpignan: éd. du Castillet, 1981
- 1936-1937. Une expérience libertaire en Cerdagne. Mémoire de maîtrise.  Toulouse: Université de Toulouse - Le Mirail, Juin 1986.
- Un accroc à la démocratie. Le 6 octobre 1934 à Puigcerdà. Mémoire de D.E.A.  Toulouse: Université de Toulouse - Le Mirail, Juillet 1988.
- Bourg-Madame (Hix - La Guingueta - Les Guinguettes). 10 juillet 1815, 10 juillet 1990. Les cent soixante quinze ans de Bourg-Madame Puigcerdà: Impr. Cadí, 1990
- Sebastià Bosom i Isern, Martí Solé i Irla, Jean-Louis Blanchon 115 anys de mitjans de comunicació escrits a Cerdanya (1875-1990), (Revistes, butlletins i diaris) Puigcerdà: Consell Comarcal de la Cerdanya - Arxiu Històric Comarcal, 1990
- La Cerdagne Pays-frontière, 1936-1948, Rupture ou continuité ? Thèse de doctorat soutenue à l'Université de Toulouse - Le Mirail le 16 juin 1992
- Joan Pagès, Gemma Pàmies, Jean-Louis Blanchon Cerdagne - Capcir (Guide touristique - Guia Turística) Vilassar de Dalt: Sinopsis, 1995 ISBN 8492080906
- Jean-Louis Blanchon, Chantal Alba Bourg-Madame. La traversée d'un siècle 1999
- Osseja, mon village en Cerdagne : Osseja, Diada de Cerdanya, 19 de setembre de 2000 Osseja: Mairie d'Osseja, 2000
- Jean-Louis Blanchon, Sebastià Bosom i Isern, Oriol Mercadal Fernàndez, Martí Solé i Irla La guia de tota la Cerdanya i el Capcir Vilassar de Dalt: Sinopsis Edicions, 2004 ISBN 849208099X
- La bataille de Bourg-Madame. 29 novembre 1822. La Cerdagne entre royalistes et constitutionnels Prades: impr. Page à Page, 2006
- «El combat del bosc de Palau (14 de juny de 1823)». Revista de Girona, n. 236, pàg. 50-55,2006.[5]
- «La batalla de Bourg-Madame (29 de novembre de 1822)». Revista de Girona, n. 212, pàg. 54-59, 2002.[6]
- «Puigcerdà sota les bombes (21 d'abril de 1938)». Revista de Girona, n. 183, pàg. 77-81, 1997.[7]
- «La Cerdanya i la línia P de defensa del Pirineu (1944-1946)». Revista de Girona, n. 174, pàg. 34-37, 1996.[8]
- «El bombardeig de Puigcerdà el 23 de gener de 1938». Revista de Girona, n. 147, pàg. 34-43, 1991.[9]
- LES AMIS DE LA CHAPELLE DE L'ERMITAGE DE FONT-ROMEU; BLANCHON, Jean-Louis; SOLÉ, Martí. “Les Ex-voto de Cerdagne”. Ceretania. Quaderns d'Estudis Cerdans. (Puigcerdà). Groupe de recherches archéologiques et historiques de Cerdagne - Institut d'Estudis Ceretans - Arxiu Històric Comarcal de Puigcerdà. Núm. 4. 2005. pàg. 129-140. (Més desplegable (8 pàg.).
- SOLÉ i IRLA, Martí; BLANCHON, Jean-Louis; TERRONES PLAZA, M. Àngels. “Els Goigs a Puigcerdà”. Ceretania. Quaderns d'Estudis Cerdans. (Puigcerdà). Edita: Institut d'Estudis Ceretans - Groupe de recherches archéologiques et historiques de Cerdagne - Arxiu Històric Comarcal de la Cerdanya - Patronat Francesc Eiximenis. Núm. 6. 2012. pàg. 207–23.